# 히로세 고지
히로세 고지(일본어: 廣瀬 浩二, 1984년 3월 13일 ~ )는 일본의 전 축구 선수이다.

## 구단 경력
그는 2006년부터 2019년까지 J리그의 사간 도스, 도치기 SC에서 활동하였다.